# سفارة أوكرانيا في السويد
سفارة أوكرانيا في السويد هي أرفع تمثيل دبلوماسي لدولة أوكرانيا لدى السويد. تقع السفارة في ستوكهولم وهي تهدف لتعزيز المصالح الأوكرانية في السويد.

## وصلات خارجية
- الموقع الرسمي
- قائمة سفارات أوكرانيا
- قائمة السفارات في السويد